# Liste der Einträge im National Register of Historic Places im Tishomingo County

Lage des Tishomingo Countys in Mississippi

Die Liste der Einträge im National Register of Historic Places im Tishomingo County in Mississippi führt die Bauwerke und historischen Stätten im Tishomingo County auf, die in das National Register of Historic Places aufgenommen wurden.

## Legende
| NRHP | Historic Place    |
| HD   | Historic District |

## Aktuelle Einträge
| [ 2 ] | Name                                        | Bild                                        | Eintragsdatum        | Lage | Ort        | Beschreibung |
| ----- | ------------------------------------------- | ------------------------------------------- | -------------------- | --- | ---------- | --- |
| 1     | Bear Creek Fishweir No. 1                   |                                             | 2005 ID-Nr. 00001057 | Tishomingo State Park 34° 35′ 45″ N, 88° 10′ 57″ W | Tishomingo | |
| 2     | Bear Creek Fishweir No. 2                   |                                             | 2007 ID-Nr. 00001058 | Tishomingo State Park 34° 36′ 33″ N, 88° 11′ 27″ W | Tishomingo | |
| 3     | Bear Creek Mound and Village Site (22Ts500) | Bear Creek Mound and Village Site (22Ts500) | 1988 ID-Nr. 88002825 | Meile 308.8 des Natchez Trace Parkway 34° 38′ 33,7″ N, 88° 8′ 25,4″ W | Tishomingo | |
| 4     | R.C. Brinkley House                         | R.C. Brinkley House                         | 2002 ID-Nr. 02000407 | 605 East Eastport Street 34° 48′ 26″ N, 88° 11′ 22″ W | Iuka       | |
| 5     | Central Iuka Historic District              | Central Iuka Historic District              | 1991 ID-Nr. 91001577 | Abgegrenzt durch Fulton Street und Main Street zwischen Eastport Street und den Gleisen der früheren Southern Railway; außerdem die Front Street Zwischen Pearl Street und Fulton Street 34° 48′ 40″ N, 88° 11′ 25″ W | Iuka       | |
| 6     | Church of Our Savior                        | Church of Our Savior                        | 1991 ID-Nr. 91000929 | East Eastport Street zwischen Main Street und Fulton Street 34° 48′ 43″ N, 88° 11′ 23″ W | Iuka       | |
| 7     | J.M. Coman House                            | J.M. Coman House                            | 1991 ID-Nr. 91000930 | 202 East Quitman Street 34° 48′ 30″ N, 88° 11′ 23″ W | Iuka       | |
| 8     | James S. Davis House                        | James S. Davis House                        | 1991 ID-Nr. 91000931 | 102 East Meigg Street 34° 48′ 30″ N, 88° 11′ 32″ W | Iuka       | |
| 9     | James H. Doan House                         | James H. Doan House                         | 1991 ID-Nr. 91000932 | 203 West Quitman Street 34° 48′ 33″ N, 88° 11′ 33″ W | Iuka       | |
| 10    | G.P. Hammerly House                         | G.P. Hammerly House                         | 1991 ID-Nr. 91000934 | 102 East Quitman Street 34° 48′ 32″ N, 88° 11′ 27″ W | Iuka       | |
| 11    | Iuka Battlefield                            | Iuka Battlefield                            | 2007 ID-Nr. 07001184 | Nördlich des MS 72 und westlich MS 25 34° 47′ 37″ N, 88° 12′ 36,4″ W | Iuka       | Ort, an dem 1862 im Amerikanischen Unabhängigkeitskrieg die Schlacht von Iuka stattfand, die mit einem Sieg für die Unionstruppen endete |
| 12    | J.C. Jourdan House                          | J.C. Jourdan House                          | 1991 ID-Nr. 91000935 | 305 West Eastport Street 34° 48′ 44″ N, 88° 11′ 33″ W | Iuka       | |
| 13    | Merrill-Newhardt House                      | Merrill-Newhardt House                      | 1991 ID-Nr. 91000936 | 508 West Quitman Street 34° 48′ 36″ N, 88° 11′ 38″ W | Iuka       | |
| 14    | Old Tishomingo County Courthouse            | Old Tishomingo County Courthouse            | 1973 ID-Nr. 73001026 | Quitman Street Ecke Liberty Street 34° 48′ 33″ N, 88° 11′ 23″ W | Iuka       | |
| 15    | Reid House                                  | Reid House                                  | 1991 ID-Nr. 91000937 | 702 West Eastport Street 34° 48′ 47″ N, 88° 11′ 44″ W | Iuka       | |
| 16    | Stone-Reid House                            | Stone-Reid House                            | 1991 ID-Nr. 91000938 | 503 West Eastport Street 34° 48′ 45″ N, 88° 11′ 40″ W | Iuka       | |
| 17    | Tishomingo State Park                       | Tishomingo State Park                       | 1998 ID-Nr. 98000275 | Südöstlich der Kreuzung von MS 25 und MS 30 34° 36′ 11″ N, 88° 10′ 56″ W | Tishomingo | |

## Frühere Einträge
| [ 2 ] | Name                | Bild | Eintragsdatum        | Lage                                                   | Ort  | Beschreibung |
| ----- | ------------------- | ---- | -------------------- | ------------------------------------------------------ | ---- | ------------ |
| 1     | R. D. Edwards House |      | 2002 ID-Nr. 91000933 | 603 Indian Creek Road 34° 28′ 37,7″ N, 88° 18′ 50,8″ W | Iuka |              |